# Uncinia macrolepis
Uncinia macrolepis là loài thực vật có hoa trong họ Cói. Loài này được Decne. mô tả khoa học đầu tiên năm 1853.